# West Linga
Pour les articles homonymes, voir Linga.
West Linga est une île des Shetland.